# Andrea Divo di Capodistria
Andrea Divo di Capodistria (fl. XVI secolo) è stato un traduttore italiano.

## Biografia
Non sono noti significativi dettagli biografici, sono infatti tuttora ignorate sia la data della nascita che quella della morte. Si sa che apparteneva ad una famiglia nobile che annoverava anche altri componenti dediti alle lettere.
Tra il 1537 ed il 1539 pubblica a Venezia (J. da Borgofranco) la traduzione dal greco in latino dell'Iliade e dell'Odissea, di undici commedie di Aristofane e degli idilli di Teocrito. Traduzioni che saranno ripubblicate negli anni seguenti a Lione, Parigi, Basilea e Berna. Le dediche dei volumi rivelano la familiarità con personaggi noti dell'epoca, quali: Pier Paolo Vergerio vescovo di Capodistria, Ottonello Vida segretario del Vergerio, Alessandro Farnese cardinale e nipote del Papa Paolo III, Aloisio Pisano vescovo di Padova.
Può essere di interesse riportare la premessa alla traduzione dell'Iliade, scritta dallo stesso Divo e dedicata agli studiosi delle lettere greche, che fa intendere quali siano stati gli stimoli che l'avevano indotto ad affrontare una non lieve fatica.
Questa ne è una versione italiana e, per quanto possibile, letterale.
L'umida notte aveva ricoperto il grande mondo di tenebre, la chiara luna brillava con luminoso splendore, quando fiaccato nell'animo dalle preoccupazioni e stremato per la fatica e stanco dei piacevoli studi letterari, distesi le membra indebolite, con l'animo pieno di sonno, sul giaciglio rivolgendo nella mente molti pensieri, anche al bell'Apollo e per quale ragione egli innalzi le regge celesti, eriga, quel pio, i templi agli dei che superano le alte nubi e con la destra sparga ai poveri, magnifici e numerosi doni, tanto a colui che ama i sommi poeti e pure a colui che digiunando indebolisce il suo corpo e a quello che sottomette se stesso ai duri vincoli religiosi, certamente affinché possiedano le sedi olimpiche attraverso un diverso cammino. Per noi è solo questa la meta della fatica? Riflettendo tra me e me mi chiesi se non ci fosse niente che io ritenessi degno di considerazione. Tu non farai nulla che i discendenti ameranno e loderanno perché tu possa meritare di diventare un abitante del cielo stellato? Mentre mi rivolgevo queste domande il dio del sonno arrivò con le lente ali, allontanando i brucianti pensieri. Ma non poté placare con i suoi doni la mente e il cuore e sempre la parte migliore di me era portata di nuovo ai medesimi pensieri, né riuscì ad essere vinta dal soave sopore. Ma allora mi si offerse alla vista il sommo vate, il divino Omero, quale era al tempo in cui cantava le guerre orrende e dalla santa bocca parlò tali parole: "perché tormenti l'animo tuo nelle preoccupazioni? Raccogli le forze dalla mente, rompi gli indugi (se desideri il premio della lode), ti darò io i degni argomenti di una degna fatica. Fa che con fama più ampia io sia letto in tutto il mondo. Tu allora meriterai il cielo e grande lode". Così dicendo si allontanò, il sonno abbandonò le mie membra e la mia anima. Subito afferrai l'inchiostro, la penna, la carta, come ordinò il vate Omero e dico a voi parimenti giovani e vecchi. Accogliete questo dono da un cuore amorevole: gli scritti dotti di Aristofane, nondimeno i sublimi scritti di Esiodo e tutto ciò che lo stesso Teocrito pubblicò. Ecco leggete questo tradotto per voi con mia fatica e memori di me amatemi per lungo tempo. Allora adornate la mente educata mescolando le parole italiche ai carmi greci, non solo con un'unica conoscenza.»